# Antal Festetics
 (octobre 2013).
Si vous disposez d'ouvrages ou d'articles de référence ou si vous connaissez des sites web de qualité traitant du thème abordé ici, merci de compléter l'article en donnant les références utiles à sa vérifiabilité et en les liant à la section « Notes et références ».
Antal Festetics, né le 12 juin 1937 à Budapest, est un biologiste autrichien.

## Vie
Antal Festetics est issu d'une vieille famille noble austro-hongroise, les Festetics. Il est le petit-neveu de Marie Festetics, dame d'honneur de l'impératrice d'Autriche Élisabeth de Wittelsbach. Il a été étudiant de Konrad Lorenz. À partir de 1963 il a été chargé de cours d'écologie des animaux à l'Institut international de zoologie de l'Université de Vienne. Il a pris sa retraite en 2005.

## Récompenses
- Prix Theodor Körner pour la science et l'art au début de sa carrière[2].

## Publications
Gewölluntersuchungen an steinkäuzen der Camargue. In: La Terre et La Vie, Revue d'Histoire naturelle, tome 13, n°1, 1959. pp. 121-127

## À propos de Festetics
- Documentaire de Franz Leopold Schmelzer : Universum – Viecher sind auch nur Menschen. Das Beste von Antal Festetics aus 25 Jahren „Wildtiere und Wir“.